# Alex Tanguay
Alex Joseph Jean Tanguay (* 21. listopadu 1979, Sainte-Justine, Québec, Kanada) je bývalý kanadský hokejový útočník, držitel Stanley Cupu v sezóně 2000/2001 s týmem Colorado Avalanche. V červnu 2021 byl jmenován do funkce asistenta trenéra pro klub Detroit Red Wings.

## Profil
Alex v mládí hrával v lize QAAA (Quebec Amateur Athletic Association) za tým Cap-de-Madeleine Estacades.
Před sezónou 1996/1997 přešel do kanadské juniorské ligy QMJHL, kde hrál za Halifax Mooseheads a hned v 1. sezóně o sobě dal vědět, když si připsal 68 bodů v 70 zápasech a po zásluze byl jmenován do sestavy nejlepších nováčků ligy QMJHL (QMJHL All-Rookie Team). Další sezóna (1997/1998) se mu povedla ještě lépe a hrál i na Mistrovství světa juniorů v ledním hokeji za Kanadu, ale nezískali žádnou medaili. O Tanguayovi se šířila dobrá pověst i mezi kluby NHL a na draftu NHL v roce 1998 si ho v 1. kole, jako celkově 12. vybral tým Colorado Avalanche. V sezóně 1998/1999 hrál opět za Halifax, ale po skončení sezóny, ještě stihl nastoupit v pěti zápasech základní části a pěti zápasech Playoff za farmářský tým Colorada Avalanche, za tým Hershey Bears hrající ligu AHL.
V sezóně 1999/2000, už ale hrál pravidelně ve slavné lize NHL a hned ve své první sezóně dokázal nastřádat 51 kanadských bodů, což byl na nováčka slušný počin. V sezóně 2000/2001 se mohl radovat z ohromného úspěchu, když se svým týmem Colorado Avalanche vyhrál Stanley cup, když právě on vstřelil vítězný gól v šestém prodloužení posledního zápasu, který rozhodl o vítězství 4:0 na zápasy nad New Jersey Devils ve Finále Playoff. V Coloradu zažil své zatím nejúspěšnější období kariéry a obzvláště vydařená byla sezóna 2003/2004, kdy si zahrál i v exhibičním zápase NHL All-Star Game ve kterém proti sobě hrají výběry největších hvězd z Východní a Západní konference, ve kterém si sice nepřipsal ani bod, ale celkově se v této sezóně umístil na 9. místě v kanadském bodování se 79 body za 25 gólů a 54 asistencí.
V sezóně 2004/2005, která se v NHL nehrála kvůli výluce, hrál Alex ve Švýcarské lize NL A za HC Lugano, kde si zahrál, ale pouze v 6 zápasech, ve kterých si připsal 6 kanadských bodů.
Ve znovunastartované NHL se mu v sezóně 2005/2006 opět dařilo, ale i díky novým pravidlům platového stropu byl po sezóně vyměněn do Calgary Flames za Jordana Leopolda, za výběr místo Calgary Flames v 2. kole draftu 2006 (Codey Burki) a za výběr místo Calgary Flames v 2. kole draftu 2007 (Trevor Cann). V 1. sezóně za Calgary Flames byl úspěšný, ale v sezóně 2007/2008 se mu nedařilo, tak jak byl zvyklý a stěžoval si na defenzivní systém hry Flames a ačkoliv měl ve smlouvě klauzuli o "nevyměnitelnosti", tak se této klauzule vzdal a požádal vedení o přestup.
Vedení Calgary Flames mu vyhovělo a v létě 2008 ho vyměnili společně s výběrem místo Calgary Flames v 5. kole draftu 2008 (Maxim Trunev) za výběr místo Montrealu Canadiens v 1. kole draftu 2008 (Greg Nemisz) a za výběr místo Montrealu Canadiens v 2. kole draftu 2009 (Tento výběr byl později vyměněn do Colorada, které si vybralo hráče Stefana Elliotta). Alex Tanguay se do Montrealu velmi těšil hlavně na útočnější hokej a také pochází z Quebecu, ve kterém Montreal leží. V sezóně 2008/2009 hrál dobře a dařilo se mu tak, jak byl zvyklý dříve, ale hrál pouze v 50 zápasech, protože mu sezónu zkrátilo zranění ramene.
Před sezónou 2009/2010 mu v Montrealu skončila smlouva a jako volný agent mohl podepsat smlouvu s kterýmkoliv týmem NHL, čehož využil k podpisu smlouvy s týmem Tampa Bay Lightning.
1. července 2010 se vrátil zpět do Calgary Flames na 1 rok za 1,7 milionu dolarů.
27. června 2013 se vrátil do Colorado Avalanche jako součást výměny spolu s Cory Sarichem za Shane O'Briena a Davida Jonese. Jeho sezónu 2013/14 poznamenalo zranění kyčle, kvůli němuž musel vynechat druhou polovinu sezóny.
V roce 2017 oznámil ukončení sportovní kariéry. V NHL odehrál v základní části 1088 zápasů a dalších 98 v play off. Celkově během kariéry nasbíral 922 kanadských bodů.

## Ocenění a úspěchy
- 1997 CHL – All-Rookie Tým
- 1997 QMJHL – All-Rookie Tým
- 1998 CHL – Top Prospects Game
- 2001 NHL – Vítězný gól
- 2004 NHL – All-Star Game

## Prvenství
- Debut v NHL – 5. října 1999 (Nashville Predators proti Colorado Avalanche)
- První asistence v NHL – 5. října 1999 (Nashville Predators proti Colorado Avalanche)
- První gól v NHL – 8. října 1999 (Pittsburgh Penguins proti Colorado Avalanche, lotyšskému brankáři Pēteris Skudra)
- První hattrick v NHL – 22. března 2003 (Colorado Avalanche proti Chicago Blackhawks)

## Klubové statistiky
| Sezóna        | Klub                | Soutěž        |      | Základní část | Základní část | Základní část | Základní část | Základní část |    | Play off | Play off | Play off | Play off | Play off |
| Sezóna        | Klub                | Soutěž        | Z    | G             | A             | B             | TM            | Z             | G  | A        | B        | TM       |          |          |
| 1994/1995     | Cap-de-Madeleine    | QAAA          | 1    | 0             | 1             | 1             | 0             | —             | —  | —        | —        | —        |          |          |
| 1995/1996     | Cap-de-Madeleine    | QAAA          | 44   | 29            | 34            | 63            | 64            | 5             | 2  | 4        | 6        | 14       |          |          |
| 1996/1997     | Halifax Mooseheads  | QMJHL         | 70   | 27            | 41            | 68            | 50            | —             | —  | —        | —        | —        |          |          |
| 1997/1998     | Halifax Mooseheads  | QMJHL         | 51   | 47            | 38            | 85            | 32            | 5             | 7  | 6        | 13       | 4        |          |          |
| 1998/1999     | Halifax Mooseheads  | QMJHL         | 31   | 27            | 34            | 61            | 30            | 5             | 1  | 2        | 3        | 2        |          |          |
| 1998/1999     | Hershey Bears       | AHL           | 5    | 1             | 2             | 3             | 2             | 5             | 0  | 2        | 2        | 0        |          |          |
| 1999/2000     | Colorado Avalanche  | NHL           | 76   | 17            | 34            | 51            | 22            | 17            | 2  | 1        | 3        | 2        |          |          |
| 2000/2001     | Colorado Avalanche  | NHL           | 82   | 27            | 50            | 77            | 37            | 23            | 6  | 15       | 21       | 8        |          |          |
| 2001/2002     | Colorado Avalanche  | NHL           | 70   | 13            | 35            | 48            | 36            | 19            | 5  | 8        | 13       | 0        |          |          |
| 2002/2003     | Colorado Avalanche  | NHL           | 82   | 26            | 41            | 67            | 36            | 7             | 1  | 2        | 3        | 4        |          |          |
| 2003/2004     | Colorado Avalanche  | NHL           | 69   | 25            | 54            | 79            | 42            | 8             | 2  | 2        | 4        | 2        |          |          |
| 2004/2005     | HC Lugano           | NL A          | 6    | 3             | 3             | 6             | 4             | —             | —  | —        | —        | —        |          |          |
| 2005/2006     | Colorado Avalanche  | NHL           | 71   | 29            | 49            | 78            | 46            | 9             | 2  | 4        | 6        | 12       |          |          |
| 2006/2007     | Calgary Flames      | NHL           | 81   | 22            | 59            | 81            | 44            | 6             | 1  | 3        | 4        | 8        |          |          |
| 2007/2008     | Calgary Flames      | NHL           | 78   | 18            | 40            | 58            | 48            | 7             | 0  | 4        | 4        | 4        |          |          |
| 2008/2009     | Montreal Canadiens  | NHL           | 50   | 16            | 25            | 41            | 34            | 2             | 0  | 1        | 1        | 2        |          |          |
| 2009/2010     | Tampa Bay Lightning | NHL           | 80   | 10            | 27            | 37            | 32            | —             | —  | —        | —        | —        |          |          |
| 2010/2011     | Calgary Flames      | NHL           | 79   | 22            | 47            | 69            | 24            | —             | —  | —        | —        | —        |          |          |
| 2011/2012     | Calgary Flames      | NHL           | 64   | 13            | 36            | 49            | 28            | —             | —  | —        | —        | —        |          |          |
| 2012/2013     | Calgary Flames      | NHL           | 40   | 11            | 16            | 27            | 22            | —             | —  | —        | —        | —        |          |          |
| 2013/2014     | Colorado Avalanche  | NHL           | 16   | 4             | 7             | 11            | 4             | —             | —  | —        | —        | —        |          |          |
| 2014/2015     | Colorado Avalanche  | NHL           | 80   | 22            | 33            | 55            | 40            | —             | —  | —        | —        | —        |          |          |
| 2015/2016     | Colorado Avalanche  | NHL           | 52   | 4             | 18            | 22            | 24            | —             | —  | —        | —        | —        |          |          |
| 2015/2016     | Arizona Coyotes     | NHL           | 18   | 4             | 9             | 13            | 8             | —             | —  | —        | —        | —        |          |          |
| QAAA celkově  | QAAA celkově        | QAAA celkově  | 45   | 29            | 35            | 64            | 64            | 5             | 2  | 4        | 6        | 14       |          |          |
| QMJHL celkově | QMJHL celkově       | QMJHL celkově | 152  | 101           | 113           | 214           | 122           | 22            | 13 | 16       | 29       | 14       |          |          |
| AHL celkově   | AHL celkově         | AHL celkově   | 5    | 1             | 2             | 3             | 2             | 5             | 0  | 2        | 2        | 0        |          |          |
| NHL celkově   | NHL celkově         | NHL celkově   | 1088 | 283           | 580           | 863           | 527           | 98            | 19 | 40       | 59       | 42       |          |          |
| NL A celkově  | NL A celkově        | NL A celkově  | 6    | 3             | 3             | 6             | 4             | —             | —  | —        | —        | —        |          |          |

## Reprezentace
| Rok                            | Tým                            | Soutěž                         | Z | G | A | B | TM |
| ------------------------------ | ------------------------------ | ------------------------------ | - | - | - | - | -- |
| 1998                           | Kanada 20                      | MSJ                            | 7 | 2 | 1 | 3 | 2  |
| Juniorská reprezentace celkově | Juniorská reprezentace celkově | Juniorská reprezentace celkově | 7 | 2 | 1 | 3 | 2  |